# Хишам I
Хишам I (на испански: Hisham I de Córdoba; на арабски: هشام بن عبد الرحمن – Хишам ибн ʿАбд ар-Рахман) е вторият емир на Кордоба (788 – 796), владетел на Андалусия от династията Умаяди.

## Биография
Хишам е роден на 26 април 757 г. в Кордоба, Испания. Наследява баща си Абд ал-Рахман I през 788 г. като емир на Кордоба. Състезава се за властта с братята си – с по-големия Сулайман и с по-малкия Абдалах.
През 793 г. Хишам I побеждава франките и унищожава южнофренския град Нарбона, изгаряйки и обезлюдявайки го. Умира на 16 април 796 г. в Кордоба, Испания. Наследен е от сина си ал-Хакам I.